# Bruidsdagen
De bruidsdagen is de periode tussen aantekenen (ondertrouw) en het feitelijke huwelijk. In deze periode wordt de bruiloft georganiseerd. Doorgaans duurde deze periode enkele weken.
Vroeger bestond deze periode uit een reeks van feestelijkheden, rituelen en tradities;
- het huis van de bruid werd versierd, en boven de stoelen van het bruidspaar hing een zogenaamde bruidskroon.
- ook werd de vloer vaak bestrooid met geurige bloemblaadjes.
- bezoek kreeg zoete thee met bitterkoekjes, om het zoet en bitter van het huwelijk uit te drukken.